# São Luís do Paraitinga
São Luiz do Paraitinga is een gemeente in de Braziliaanse deelstaat São Paulo. De gemeente telt 10.908 inwoners (schatting 2009).

## Geschiedenis
De stad werd gesticht in 1769.
Op 1 januari 2010 kwamen de lager gelegen delen van de stad onder water te staan doordat de plaatselijke rivier buiten haar oevers trad. Hierbij werden vele historische gebouwen beschadigd. De Igreja Matriz, een 19e-eeuwse kerk op het centrale plein, stortte in.

## Aangrenzende gemeenten
De gemeente grenst aan Cunha, Lagoinha, Natividade da Serra, Redenção da Serra, Taubaté en Ubatuba.

## Geboren in São Luís do Paraitinga
- Oswaldo Cruz (1872-1917), bacterioloog
- Aziz Nacib Ab'Sáber (1924-2012), geograaf